# Hoskuld Dala-Kollsson
Höskuldur Kollsson, más conocido como Hoskuld Dala-Kollsson (c. 910-972) fue un caudillo vikingo y goði durante el periodo de la Mancomunidad Islandesa, en la región de Laxardal.
Era hijo de Dala-Koll y Thorgerd Thorsteinsdottir, hija de Thorstein el Rojo. Su padre murió cuando era niño, su madre regresó a Noruega y volvió a casarse con un terrateniente bóndi llamado Herjolf, que sería padre de su hermanastro Hrut Herjolfsson.
Hoskuld llegaría a ser también un poderoso e influyente terrateniente y personaje principal de la primera parte de Saga de Laxdœla, y aparece también como personaje en la saga Eyrbyggja, saga de Egil Skallagrímson, saga de Grettir, y Gunnlaugs saga ormstungu.

## Herencia
Hoskuld se casó con Jórunn Björnsdóttir (n. 911), hija de Björn Herfinnsson (n. 870), y fruto de esa relación nacerían cuatro hijos:
- Þuríður Höskuldsdóttir (n. 930);
- Bárður Höskuldsson (n. 932);[10]
- Þorleikur Höskuldsson;
- Hallgerðr Höskuldsdóttir, la intrigante protagonista de la segunda parte de la saga de Njál.[11]

Con su concubina irlandesa Melkorka, fue padre de Ólafur pái Höskuldsson y probablemente de otro hijo llamado Helgi.